# Ungerdorf
Ungerdorf là một đô thị thuộc huyện Weiz thuộc bang Steiermark, nước Áo. Đô thị Ungerdorf có diện tích 5,02 km², dân số thời điểm cuối năm 2005 là 696 người.